# Cygnes dans les roseaux à l'aube
Cygnes dans les roseaux à l'aube est un tableau de l'artiste romantique allemand Caspar David Friedrich qu'il réalise en 1832 et qui est conservé au musée de l'Ermitage à Saint-Pétersbourg.

## Description
Sur fond de ciel d'avant l'aube, deux cygnes blancs sont représentés dans un nid dans les roseaux ; au premier plan, sur tout le bord inférieur de l'image, sont visibles plusieurs bourgeons non ouverts de nénuphars (lotus).
Friedrich a utilisé pour la première fois le motif des cygnes dans une esquisse du même nom vers 1820 ; cette œuvre est conservée à la Maison-musée Goethe à Francfort-sur-le-Main. L'historien d'art allemand Helmut Börsch-Supan a proposé une version selon laquelle l'apparition d'un motif aussi inhabituel dans l'œuvre de Friedrich - une fleur de lotus et des cygnes - était due à l'impression que l'œuvre philosophique du dramaturge et poète allemand Otto von Loeben « Feuilles de Lotus » (1817) avait sur l'artiste et son recueil de poèmes « Cygne » (1816). Le tableau a été réalisé vers 1832, et montré au public à Prague cette année-là dans une exposition.

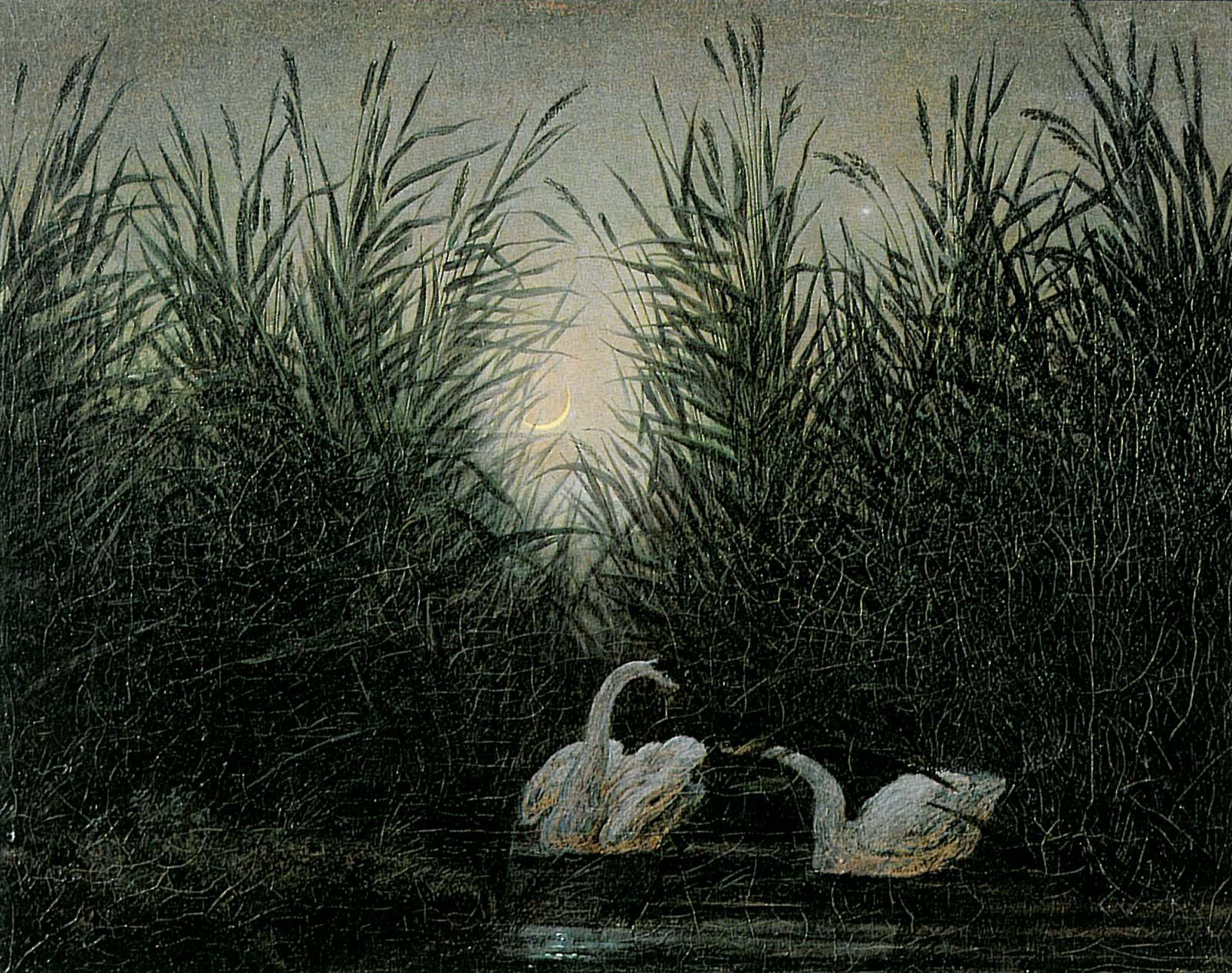
Cygnes dans les roseaux, vers 1820, musée de la Maison Goethe, Francfort-sur-le-Main.

## Histoire
Début 1832, le tableau fut envoyé en Russie, car il avait été acquis par le Conseil du Palais pour l'un des palais impériaux. A son arrivée à Saint-Pétersbourg, il fut placé au palais Znamensky, et après la mort de Nicolas Ier, il fut transporté au palais Ropshinsky, d'où il fut transféré à l'Ermitage en 1928. Depuis fin 2014, il est exposé dans le bâtiment de l'État-Major, salle 352.

## Source de traduction
- (ru) Cet article est partiellement ou en totalité issu de l’article de Wikipédia en russe intitulé « Лебеди в камышах » (voir la liste des auteurs).